# 南郷町 (宮城県)
南郷町（なんごうちょう）は、宮城県遠田郡に属していた町である。2006年1月1日に小牛田町と合併し、美里町となった。

## 地理
宮城県中部に位置する町である。大崎平野に位置し、鳴瀬川沿いの平坦な地形である。町の標高は1～8mである。
- 河川：鳴瀬川、出来川、青木川、鞍坪川

### 隣接していた自治体
- 宮城県
  - 東松島市
  - 石巻市
  - 遠田郡
    - 涌谷町、小牛田町

  - 志田郡
    - 松山町、鹿島台町

  - 宮城郡
    - 松島町

## 歴史
- 1889年4月1日 市町村制施行により、福ヶ袋村、練牛村、大柳村、二郷村、木間塚村、和多田沼村が合併し、南郷村が成立する。
- 1954年7月1日 町制施行し、南郷町となる。

## 行政
- 町長：佐々木千新（2001年7月10日～）

## 経済

### 産業
- 米作が中心である。町の面積の4分の3を水田が占める。

## 姉妹都市・提携都市

### 国内
- 全国南郷姉妹町村（1991年10月29日締結）
  - 南郷村 (青森県)
  - 南郷村 (福島県)
  - 南郷村 (宮崎県)
  - 南郷町 (宮崎県)
- 平成の大合併により、宮崎県以外の自治体で南郷の名前が無くなることから、2005年2月10日に姉妹町村縁組解散調印式が行われた。

### 海外
- 山東省長清区（中華人民共和国）
  - 1996年6月20日 友好町県締結

## 教育
高等学校
宮城県南郷高等学校
中学校
南郷町立南郷中学校
小学校
南郷町立南郷小学校
南郷町立練牛小学校

## 交通

### 鉄道
町内に鉄道路線は無い。

### 道路
- 一般国道
  - 国道346号
- 都道府県道
  - 宮城県道16号石巻鹿島台大衡線
  - 宮城県道150号鳴瀬南郷線
  - 宮城県道151号河南南郷線
  - 宮城県道152号涌谷三本木線

### バス
- 東日本旅客鉄道東北本線鹿島台駅より涌谷行きバス約15分

## 名所・旧跡・観光スポット・祭事・催事
- でんえん土田畑村
- 花野果市場
- 木間塚十王山公園：樹齢750年余りと言い伝えられる槻の木が立つ。

### イベント
- 活き生き田園フェスティバル（6月第2土曜日・日曜日）

## その他
- 水道料金が日本一高いことで有名である。
- 満州に日本で最初に移民団を派遣した。

## 出身人物
- 武田八洲満 - 作家